# カリフォルニアコンドル
カリフォルニアコンドル（Gymnogyps californianus）は、鳥綱タカ目コンドル科カリフォルニアコンドル属に分類される鳥類。本種のみでカリフォルニアコンドル属を構成する。特定動物。

## 分布
アメリカ合衆国（アリゾナ州北部、カリフォルニア州）

## 形態
全長117-140センチメートル。翼開張270センチメートル。体重8-14キログラム。頸部は襟巻き状の羽毛で被われる。全身の羽衣は黒い。翼下面に白色部がある。
頭部には羽毛が無く、明褐色や橙赤色、橙がかったピンク色の皮膚が裸出する。
幼鳥は頭部が黒く、翼下面に暗色斑が入る。

## 生態
丘陵から山地にかけての低木林、草原などに生息する。
食性は動物食で主に大型動物の死骸を食べる。
繁殖形態は卵生。断崖の岩穴や岩棚、大木の樹上などに巣を作り、隔年で1回に1個の卵を産む。

### 単為生殖
カリフォルニア州のサンディエゴ動物園を運営するSan Diego Zoo Wildlife Allianceの調査によると、ここ30年間で調査されたカリフォルニアコンドル911羽のうち、2羽が母親の遺伝子のみ持っていることが分かった。つまり、この2羽は父親なしに、母親の単為生殖によって生まれたのだ。しかし、この2羽のそれぞれの母親であるカリフォルニアコンドルはオスの個体と共に生息しており、1羽の母親は11羽の雛を、もう1羽の母親は23羽の雛を有性生殖で産んでいた。研究チームは、カリフォルニアコンドルの単為生殖の発見、有性生殖を行うにもかかわらず単為生殖も行う鳥類で初めての事例として、その重要性を強調している。なお、単為生殖で生まれた2羽は2歳、8歳で死んでしまった。60歳まで生きる個体がいることを考えると、早死だったと言える。

## 人間との関係
開発による生息地の破壊や、死骸を食べることを嫌悪されての射殺、動物駆除用の毒薬や銃弾で死亡した動物の死肉を食べることによる中毒死などにより生息数が激減した。サンディエゴ動物園、世界猛禽類センター、ロサンゼルス動物園などでの飼育下繁殖個体のアリゾナ州北部やカリフォルニア州への再導入、人間や送電線を敬遠する訓練、給餌などの保護対策が進められている。1940年代における生息数は100羽未満と推定されている。1987年における生息数は6羽まで減少し、野生個体は全羽が捕獲され飼育下におかれた（捕獲された野生個体を合わせた当時の飼育個体は22羽）。1999年における個体数は野生個体57羽、飼育個体97羽にまで増加し、さらに2011年1月には野生個体190羽、飼育個体179羽となっている。

## 画像

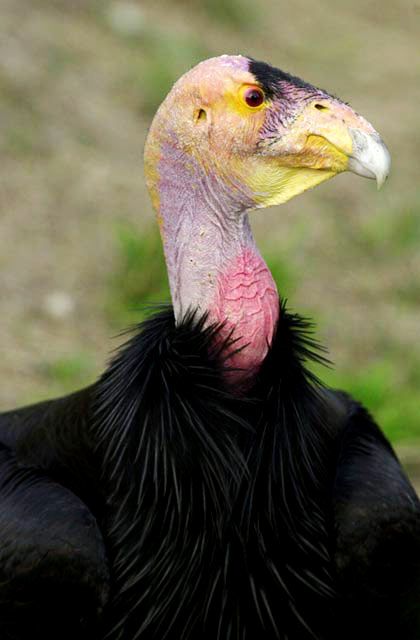
頭部
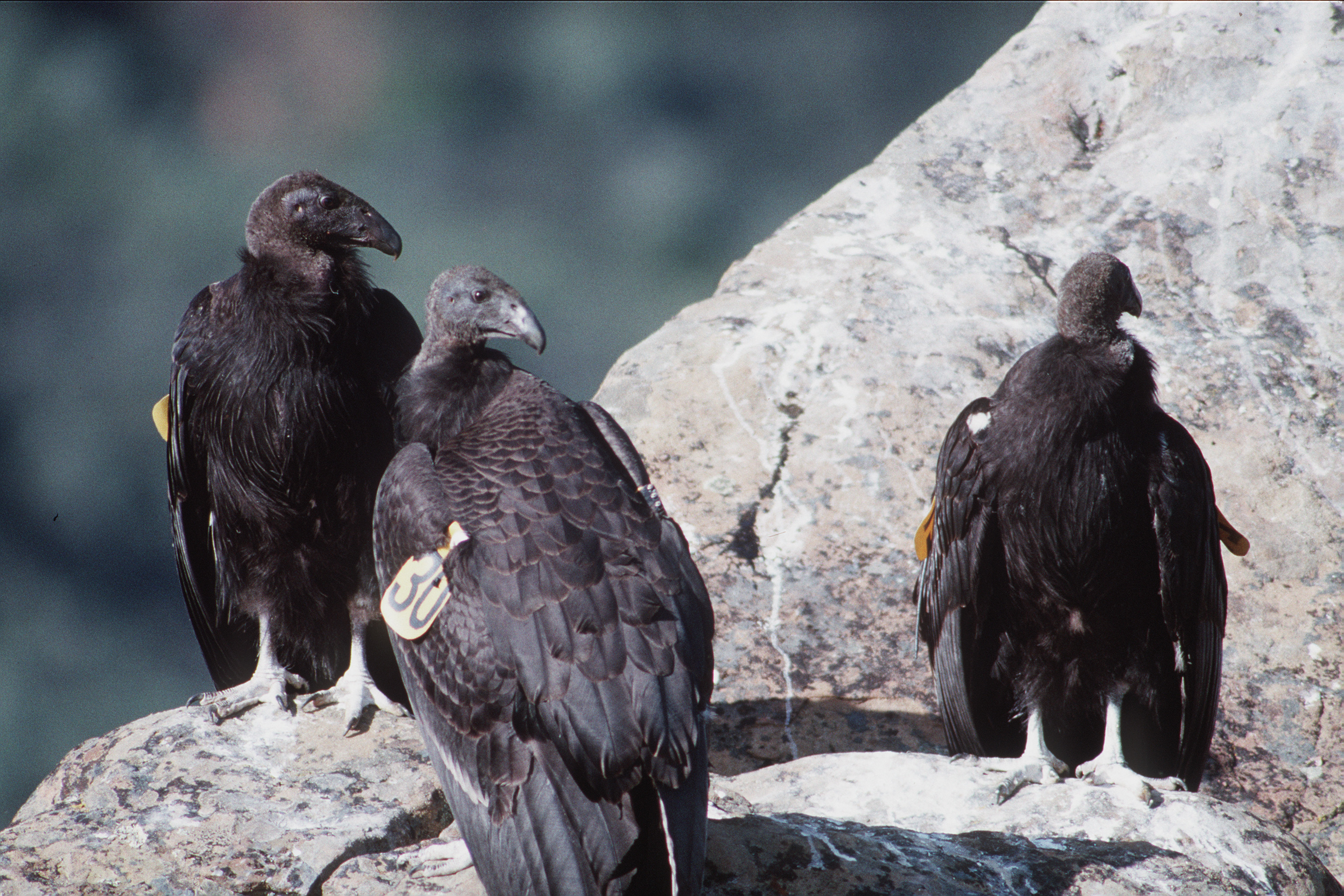
幼鳥